# Kratiknot

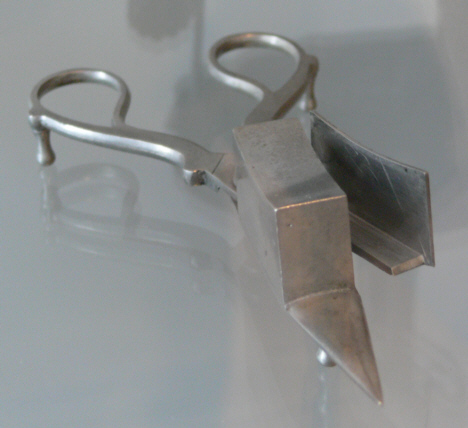
Cínový kratiknot z 19. století

Kratiknot neboli štipec jsou speciální nůžky určené ke zkracování hořícího knotu u svíček, případně i petrolejových lamp. Pro ten účel mívají především na jedné z čepelí krabičku, do které se zachytí odstřižený kousek hořícího knotu. Kromě toho mívají také malé nožičky, aby je bylo možno odkládat, aniž by čepele špinavé od sazí ušpinily místo, kam jsou pokládány.
Kratiknoty patřily mezi standardní vybavení místností a domácností osvětlovaných svíčkami či lampami. Jednoduché knoty obvyklé v době největší rozkvětu svícení svíčkami totiž samy neodhořívaly a jak vosku ubývalo, stále delší knot by měl za následek zvyšující se spotřebu vosku (či v případě lamp oleje). V rámci hospodárnosti provozu tedy bylo nutné vždy po několika minutách, kdy se knot prodloužil, provést jeho přistřižení. Moderní knoty jsou vyrobeny takovým způsobem, aby se současně s prodlužováním ohýbaly a tím odhořívaly. S jejich rozšiřováním od konce 19. století se tedy naopak kratiknoty vytratily a dnes se nepoužívají ani tam, kde je běžné používání svíček (například z liturgických důvodů).